# يوليو 2012
يوليو 2012 هو الشهر السابع من عام 2012، بدأ يوم الأحد، وأنتهى يوم الثلاثاء، وأمتد لواحد وثلاثين يومًا.

## الأحداث
- 19 يوليو: مجزرة في بلدة السيدة زينب قرب دمشق تؤدي إلى مقتل 100 شخص وإصابة 150
- 19 يوليو: وفاة عمر سليمان (في الصورة) نائب رئيس جمهورية مصر العربية ومدير المخابرات العامة السابق في الولايات المتحدة.[1]
- 18 يوليو: تعيين العماد فهد جاسم الفريج نائبًا للقائد العام للجيش والقوات المسلحة ووزيرًا للدفاع في سوريا.
- 18 يوليو: مقتل وزير الدفاع السوري العماد داود راجحة ونائبه آصف شوكت ورئيس خلية إدارة الأزمة حسن تركماني ورئيس فرع التحقيق بالمخابرات العامة حافظ مخلوف بتفجير مبنى الأمن القومي، ومعلومات عن إصابة وزير الداخلية محمد الشعار بالهجوم.
- 17 يوليو: الجيش السوري الحر يعلن بدء تنفيذ عملية عسكرية باسم «بركان دمشق وزلزال سوريا» بعد يومين من المعارك في العاصمة هي الأعنف منذ بدء الاحتجاجات.
- 15 يوليو: وزارة الخارجية المغربية تطرد سفير سوريا في الرباط، والخارجية السورية ترد بالمثل وتطرد السفير المغربي في دمشق.
- 15 يوليو: قائد البحرية الإيرانية في الحرس الثوري الإيراني يهدد بإغلاق مضيق هرمز ومنع عبور قطرة نفط واحدة من خلاله في حال تعرض أمن إيران للخطر.
- 13 يوليو: ما لا يقل عن 250 قتيلاً ضحية مجزرة التريمسة في محافظة حماة وسط سوريا، ولا زالت عمليات انتشال الضحايا من تحت الأنقاض جارية.
- 10 يوليو: ويكيبيديا الروسية تحجب محتواها لمدة 24 ساعة احتجاجاً على مشروع قانون يمكن أن يؤدي إلى فرض الرقابة على الإنترنت في روسيا.
- 9 يوليو: بدء محاكمة علاء مبارك وجمال مبارك نجلي الرئيس المصري السابق محمد حسني مبارك وسبعة متهمين آخرين بتهمة التلاعب في البورصة المصرية.
- 8 يوليو: المبعوث العربي الأممي المشترك كوفي أنان يقر بفشل خطته للحل السلمي في سوريا.
- 7 يوليو: الليبيون يتوجهون لصناديق الاقتراع لانتخاب أول برلمان بعد الثورة التي أطاحت بمعمر القذافي وأول انتخابات حرة منذ عام 1969. .
- 6 يوليو: تركيا تقيم تأبيناً رسمياً بعد انتشال جثتي الطيارين المفقودين في حادثة إسقاط المقاتلة التركية.
- 5 يوليو: أمير الكويت صباح الأحمد الصباح يكلف جابر مبارك الصباح بتشكيل الحكومة القادمة في الكويت.
- 4 يوليو: علماء مركز سرن متأكدون بنسبة 99.999٪ أنهم وجدوا بوزون هيغز المفترض.
- 4 يوليو: وارن بافت يعيش حياة طبيعية ويتبرع بـ 99% من ثروته.
- 3 يوليو: الرئيس السوري بشار الأسد في مقابلة مع صحيفة جمهوريت التركية تمنى عدم إسقاط الطائرة التركية.
- 3 يوليو: انفجار سيارة مفخخة في سوق شعبي في الديوانية في العراق يودي بحياة أكثر من 100 شخص واصابة اخرين بجروح.
- 2 يوليو: السعودية بعد البحرين وقطر والإمارات تحذر رعاياها من السفر إلى لبنان بسبب الأوضاع الأمنية السيئة هناك.
- 1 يوليو: النتائج الأولية للانتخابات العامة تشير إلى فوز إنريكه بينيا نييتو برئاسة المكسيك وعودة الحزب الثوري المؤسساتي إلى الحكم.
- 1 يوليو: منتخب إسبانيا لكرة القدم يفوز بكأس الأمم الأوروبية بعد تغلبه على المنتخب الإيطالي بأربعة أهداف مقابل لا شيء.